# Haruka Ueda
Haruka Ueda (jap. 上田春佳 Ueda Haruka; ur. 27 kwietnia 1988, Kita) – japońska pływaczka, specjalizująca się głównie w stylu dowolnym.
Jej największe osiągnięcie to brązowy medal igrzysk olimpijskich w Londynie (2012) wywalczony w sztafecie 4 x 100 m stylem zmiennym. Ponadto zdobyła sześć medali igrzysk azjatyckich, w 2006 zdobyła dwa srebrne, natomiast w 2010 roku otrzymała trzy srebrne i jeden brązowy medal. Poza występem olimpijskim w Londynie, zawodniczka startowała również na igrzyskach w Pekinie, na których między innymi zajęła 13. miejsce w konkurencji 200 m stylem dowolnym.